# 葫芦乡 (广宗县)
葫芦乡，是中华人民共和国河北省邢台市广宗县下辖的一个乡镇级行政单位。

## 行政区划
葫芦乡下辖以下地区：
赵葫芦村、王胡寨村、前枣科村、后枣科村、张葫芦村、姚葫芦村、韩葫芦村、仁和庄村、西焦庄村、秦红龙村、燕红龙村、菜园村、施红龙村、大辛庄村、伏城村、高伏城村、赵伏城村、赵家庄村、李樊村、杨樊村、贾樊村、葛家庄村和自来庄村。